# Sân bay Heringsdorf
Sân bay Heringsdorf (tiếng Đức: Flughafen Heringsdorf) (IATA: HDF, ICAO: EDAH) là một sân bay khu vực gần Garz trên đảo Usedom ở Đức. Sân bay này lấy theo tên của đô thị gần đó Heringsdorf, một đô thị nằm 10 km về phía bắc. Thị xã lớn nhất trên đảo là Świnoujście (dân số 41.000), nằm ở Ba Lan, ngay phía đông sân bay. Năm 2005, sân bay này đã phục vụ 30.754 lượt khách. Hiện sân bay Heringsdorf chỉ phục vụ các chuyến bay theo mùa.

## Các hãng hàng không và các tuyến điểm
- Ostfriesische Lufttransport (Bremen [theo mùa], Cologne/Bonn [theo mùa], Dortmund [theo mùa], Frankfurt [theo mùa], Munich [theo mùa])
- Lufthansa (Düsseldorf [theo mùa])